# Colonia Venecia
Colonia Venecia är en ort i Mexiko, tillhörande Cuautitlán kommun i delstaten Mexiko. Colonia Venecia ligger i den centrala delen av landet och tillhör Mexico Citys storstadsområde. Orten hade 369 invånare vid folkmätningen 2010.